# HaZy ben
David Hernández Benito (14 de agosto de 1988, Valladolid, España) es músico, compositor, productor, profesor de matemáticas, escritor y divulgador científico conocido por ser el líder de la banda Cosmic Birds, creador de la web de divulgación científica funwithfunctions.es y ser el autor del libro "Contar las matemáticas: Conejos dorados, asteroides y otras curiosidades históricas." Ediciones Paidós, 2022.

## Biografía
David Hernández Benito nació en Valladolid en 1988. Desde pequeño siempre le interesaron las ciencias y el arte en general, y las matemáticas y la música en particular. Estudió Arquitectura en la Universidad de Valladolid y posteriormente el máster de formación del profesorado, especializándose en matemáticas. En la actualidad es profesor de secundaria y bachillerato, y compagina su trabajo con varios proyectos musicales propios, como Cosmic Birds o haZy ben, en los que ahonda en temas astronómicos y matemáticos, así como otros proyectos en los que colabora esporádicamente como teclista y guitarrista. En 2018 creó «fun with functions», una web de divulgación desde la que intenta explicar teoremas y conceptos numéricos de una forma más geométrica y visual.
En 2020 logró el reconocimiento de la ministra de Educación y Formación Profesional de España, Isabel Celaá por lograr que sus alumnos del IES Conde Lucanor de Peñafiel en el medio rural, lograsen una media de 9,176 en el examen de matemáticas de acceso a la Universidad.
En febrero de 2022 se publicó su primer libro: Hernández Benito, David (2023). Contar las matemáticas. Conejos dorados, asteroides y otras curiosidades históricas. Paidós. ISBN 978-84-493-3903-5.
En noviembre de 2022 fue invitado como ponente en el XV Congreso Regional de Educación Matemática de Castilla y León y la IV Jornada GeoGebra de Castilla y León para hablar de Música y Matemáticas.
En 2010, junto a Mario Llana (Robin and the Goblins), crean la banda Cosmic Birds de sonido folk y dream pop. Empezaron a componer las canciones del grupo en 2010, vía internet, durante la estancia de Mario en Edimburgo. A su regreso, en verano de 2011, comenzaron la grabación de su maqueta “Hello Earth” con una multipistas analógica. Fue elegido por la revista Mondosonoro como una de las tres mejores demos del año, y en febrero de 2012, recibieron el Premio Notedetengas al artista revelación 2011. En abril de 2012 publicaron “Secret Garden” un EP experimental entre piano y electrónica acompañado de un libreto de poemas, uno por canción. Ganadores del concurso de bandas del festival Arenal Sound 2012, actuaron en el festival el día 2 de agosto, en el escenario Legendario.
El 24 de octubre de 2012 se publicó su primer LP bajo el título “Chronicles of the Windwar”. Fue nombrado mejor disco de 2012 por Mondosonoro Castilla y León. En diciembre de 2013 iniciaron una campaña de financiación popular para grabar de manera profesional su segundo álbum. Una vez concluida la campaña con éxito, comenzaron a grabar "The Solstice" en los estudios Dobro, con Javier Nieto, responsable de los últimos discos de Ángel Stanich y Arizona Baby (banda). En 2014, ya con la formación más estable de la banda con David Hernández como voz principal y guitarra, Guillermo Aragón (Oihan) a la batería, César Fernández al piano y Fernando Delgado al bajo, se publicó "The Solstice" en mayo de 2014. Lo presentaron en festivales como Sonorama Ribera o Arenal Sound
En 2016 publican "Melt in Trees", su tercer trabajo de estudio. Grabado en los Estudios Dobro y mezclado en los estudios Reno, producido por Ramiro Nieto y Martí Perarnau. Tras un parón por el COVID-19 Cosmic Birds están inmersos en grabación de su cuarto álbum.
Durante el confinamiento por el virus del COVID-19 David creó el proyecto de música electrónica haZy ben. Un proyecto que navega entre temas metafísicos basados en sus propios sueños y teoremas matemáticos en un proyecto experimental que mezcla electrónica alternativa con coros interminables e interludios minimalistas. Su dos primeros EPs, Z y Z' fueron un trabajo de búsqueda y aprendizaje del sonido y la relación de las matemáticas con la electrónica. En su tercer EP, △, sienta las bases de ese sonido sen un homenaje a Masato Nakamura, Arquímedes y Brahmagupta que combina sintetizadores y secuenciadores para construir, a base de matrices algebraicas y aritmética modular, la banda sonora de una noche de calor extremo en la que sueños pixelados recuerdan la idea existencialista de un horizonte inalcanzable.
En noviembre de 2023, publica "Cloud Society", un viaje por los océanos del aire inspirado en las increíbles historias narradas de forma magistral por Antonio Martínez Ron en su libro "Algo nuevo en los cielos". Tras sentar las bases de un sonido único e inclasificable con su anterior EP (△, 2022), con el que consiguió ser finalista de los Premios de la Música Independiente en la categoría de Mejor Grabación de Electrónica, presenta estas 12 nuevas canciones que rememoran un viaje más allá de la estratosfera en el que cada sonido es inequívocamente evocador y ningún detalle es casual, donde cada capa de sintetizador rememora atardeceres montañosos, erupciones volcánicas, pinturas surrealistas, cápsulas espaciales, fenómenos acústicos, rayos cósmicos, luz y nubes.
Un homenaje a la contemplativa Cloud Appreciation Society y una alegoría de la sociedad que vive permanentemente conectada en la nube y que choca frontalmente con el carácter de las investigadoras y científicos que incansablemente buscaron conocer más y subir más alto.
Íntegramente compuesto, grabado y masterizado por el propio haZy ben. La portada, también obra del músico: una ciudad imaginaria sumergida en el océano de aire que describió Torricelli, donde avanzar es geométricamente imposible ya que se repliega sobre sí misma como en una obra de M. C. Escher, o en las geometrías imposibles de Roger Penrose, en una metáfora del arduo camino de la ciencia hacia el cielo. La ciudad está inundada de nubes grises, probablemente fruto de la erupción del volcán Krakatoa y bañada por los tonos de un atardecer a finales del siglo XVIII.
El sonido conceptual de haZy ben podría ser una síntesis de los contundentes arpegiadores de French 79, la delicadeza de los sintetizadores de L’Impératrice o las voces retrofuturistas de Imogen Heap, recordando a los pasajes más electrónicos de Sufjan Stevens, como “The Age of Adz” (2010) con el Vesubio entre sus protagonistas o “Planetarium” (2017), una oda al Sistema Solar.
En mayo de 2024 su proyecto "Música = Matemáticas" fue elegido para formar parte de CreaVA24, el festival de arte contemporáneo organizado por el programa europeo CreArt.

## Publicaciones
Libros
- Hernández Benito, David (2023). Contar las matemáticas. Conejos dorados, asteroides y otras curiosidades históricas. Paidós. ISBN 978-84-493-3903-5.

## Discografía
haZy ben
- Z (2020)
- Z' (2020)
- △ (2022)
- Cloud Society (2023)

Cosmic Birds
- Hello Earth demo (2011)
- Secret Garden (2012)
- Chronicles of the Windwar (2012)
- The Solstice (2014)
- Melt in Trees (2016)

Otros proyectos
- Corzo LP (2012)
- Corzo EP (2014)
- Corzo - Invierno (2016)
- Kiko Sumillera - Hasta que acaben los campos (2016)
- Kiko Sumillera - Jardín sin vigilancia (2019)